# 布萊克冰原島峰 (麥克羅伯特森地)
74°10′S 66°40′E / 74.167°S 66.667°E
布萊克冰原島峰（英語：Blake Nunataks）是南極洲的冰原島峰，位於麥克羅伯特森地，處於威爾遜海崖和馬奎斯山之間，在1956年11月由皇家澳洲空軍發現，現時由南極條約體系管理。